# Niederstwertprinzip
Das Niederstwertprinzip ist bei der Bilanzierung und im Rechnungswesen einer der Grundsätze ordnungsmäßiger Buchführung, wonach Vermögensgegenstände, für die mehrere Wertkonventionen in Frage kommen, mit dem niedrigeren beizulegenden Wert in der Bilanz angesetzt werden müssen oder können.

## Allgemeines
Die Vermögensgegenstände müssen vor dem Bilanzstichtag angeschafft oder hergestellt worden sein, so dass bei ihnen bis zum Bilanzstichtag eine Wertveränderung (Wertminderung oder Werterhöhung) eintreten kann.
Ein Vermögensgegenstand kann mehrere Wertkonventionen wie Anschaffungs- oder Herstellungskosten, Börsenpreise oder Marktpreise aufweisen. Sind diese Werte für denselben Vermögensgegenstand unterschiedlich, so muss oder kann der niedrigste Wert bei der Bewertung am Bilanzstichtag zugrunde gelegt werden. Diese Bewertungsvorschriften regeln, welcher Buchwert einer Bilanzposition zugeordnet werden kann oder muss. Durch das Niederstwertprinzip werden mögliche Verluste bereits vor ihrer Realisation berücksichtigt, wodurch der Bilanzierungsgrundsatz des Niederstwertprinzips gleichzeitig auch das Vorsichts-, Realisations- und das Imparitätsprinzip erfüllt.

## Arten
Rechtsgrundlage für das Niederstwertprinzip ist § 253 HGB. In diesem Rechnungslegungsstandard wird zwischen Anlage- und Umlaufvermögen unterschieden:
- Das gemilderte Niederstwertprinzip des § 253 Abs. 3 HGB gilt für das Anlagevermögen. Hier sind die Anschaffungs- oder Herstellungskosten um planmäßige Abschreibungen zu vermindern. Liegt keine voraussichtlich dauernde Wertminderung vor, müssen die Anschaffungs- oder Herstellungskosten beibehalten werden.
- Das strenge Niederstwertprinzip des § 253 Abs. 4 HGB gilt beim Umlaufvermögen. Sind am Bilanzstichtag die Börsenkurse oder Marktpreise niedriger als die Anschaffungs- oder Herstellungskosten, müssen die Börsenkurse oder Marktpreise angesetzt werden. Steigt der Wert nicht abnutzbarer Teile des Anlagevermögens in späteren Geschäftsjahren wieder oder fallen die Gründe für die Abschreibungen weg, muss eine Zuschreibung vorgenommen werden, wobei der neue Ansatz die fortgeführten Anschaffungskosten nicht überschreiten darf (§ 253 Abs. 5 HGB).

Ob das strenge oder gemilderte Niederstwertprinzip gilt, hängt von drei Voraussetzungen ab:
- ob Anlage- oder Umlaufvermögen von der Wertminderung betroffen ist,
- ob die Wertminderung bloß temporär oder dauerhaft ist und
- welche Rechtsform das bilanzierende Unternehmen aufweist.

Bei der Rechtsform wird unterschieden zwischen Personen- und Kapitalgesellschaften:
| Bilanzposition | gemildertes Niederstwertprinzip | strenges Niederstwertprinzip |
| -------------- | ------------------------------- | ---------------------------- |
| Anlagevermögen | Ja                              | Nein                         |
| Umlaufvermögen | Nein                            | Ja                           |

Hiervon gibt es Ausnahmen. Bei Kreditinstituten dürfen gemäß § 340e Abs. 1 HGB Wertpapiere und Forderungen (Kredite) des Finanzanlagevermögens nach dem gemilderten Niederstwertprinzip bewertet werden. Im Bankwesen können verlustbringende, nicht nur temporäre Wertminderungen aus Kursrückgängen bei Anleihen als Aktiva (wie bei der Silicon Valley Bank im März 2023) in den EU-Mitgliedstaaten dadurch verhindert werden, dass nach § 340e Abs. 1 HGB (oder gleichlautenden Vorschriften in anderen EU-Mitgliedstaaten) eine Umwidmung dieser Finanzinstrumente vom Held for Trading (Umlaufvermögen) in Held to Maturity (Finanzvermögen) vorgenommen wird. Die Voraussetzung für eine Umwidmung aus dem Handelsbuch in das Anlagebuch ist ausnahmsweise gegeben, wenn außergewöhnliche Umstände zu einer Aufgabe der Handelsabsicht durch das Kreditinstitut führen (§ 340e Abs. 3 HGB) und die Finanzinstrumente eine Restlaufzeit von mindestens einem Jahr aufweisen. Ein „außergewöhnlicher Umstand“ kann eine Marktstörung in Form einer Finanzkrise sein wie beispielsweise die Subprime-Krise ab 2007.

## Höchstwertprinzip
Das für Verbindlichkeiten und Rückstellungen geltende Höchstwertprinzip ergibt sich durch analoge Anwendung des Niederstwertprinzips auf der Passivseite der Bilanz und besagt, dass Schulden (insbesondere Fremdwährungsschulden) mit dem höchstmöglichen Rückzahlungsbetrag zu bilanzieren sind und Rückstellungen für ungewisse Verbindlichkeiten in Höhe des nach vernünftiger kaufmännischer Beurteilung notwendigen Erfüllungsbetrages zu passivieren sind (§ 253 Abs. 1 HGB).

## Steuerbilanz
In der Steuerbilanz kann nur bei voraussichtlich dauerhafter Wertminderung auf den niedrigeren Teilwert abgeschrieben werden (§ 6 Abs. 1 Nr. 1 und Nr. 2 EStG). Seit der Neufassung des § 5 Abs. 1 Satz 1 letzter Hs. EStG können steuerliche Wahlrechte – wie bspw. der Ansatz des niedrigeren Teilwerts – unabhängig von dem Ansatz in der Handelsbilanz ausgeübt werden. Die bis zum BilMoG bestehende Abschreibungspflicht auf den niedrigeren Wert auf Grund der Maßgeblichkeit nach § 5 Abs. 1 Satz 1 EStG findet somit nur noch in Altfällen Anwendung.

## International
Österreich
Die Regelung des Niederstwertprinzips entspricht der in Deutschland. Das gemäßigte Niederstwertprinzip des § 204 Abs. 2 UGB sieht vor, dass Gegenstände des Anlagevermögens bei voraussichtlich dauernder Wertminderung ohne Rücksicht darauf, ob ihre Nutzung zeitlich begrenzt ist, außerplanmäßig auf den niedrigeren am Abschlussstichtag beizulegenden Wert abzuschreiben sind. Bei Finanzanlagen dürfen solche Abschreibungen auch vorgenommen werden, wenn die Wertminderung voraussichtlich nicht von Dauer ist. Beim strengen  Niederstwertprinzip des § 207 UGB sind bei Gegenständen des Umlaufvermögens Abschreibungen vorzunehmen, um sie mit dem Wert anzusetzen, der sich aus dem niedrigeren Börsenkurs oder Marktpreis am Abschlussstichtag ergibt.
 Schweiz
Das Vorsichtsprinzip ist in Art. 960 Abs. 2 OR kodifiziert. Bestehen nach Art. 960 Abs. 3 OR konkrete Anzeichen für eine Überbewertung von Aktiven oder für zu geringe Rückstellungen, so sind die Werte zu überprüfen und gegebenenfalls anzupassen. Bei ihrer Ersterfassung müssen die Aktiven höchstens zu den Anschaffungs- oder Herstellungskosten bewertet werden (Art. 960a OR), in der Folgebewertung dürfen Aktiva nicht höher bewertet werden als zu den Anschaffungs- oder Herstellungskosten. Art. 960b OR: In der Folgebewertung dürfen Aktiva mit Börsenkurs oder einem anderen beobachtbaren Marktpreis in einem aktiven Markt zum Kurs oder Marktpreis am Bilanzstichtag bewertet werden, auch wenn dieser über dem Nennwert oder dem Anschaffungswert liegt. Art. 960c OR: Liegt in der Folgebewertung von Vorräten und nicht fakturierten Dienstleistungen der Veräußerungswert unter Berücksichtigung noch anfallender Kosten am Bilanzstichtag unter den Anschaffungs- oder Herstellungskosten, so muss dieser Wert eingesetzt werden.
IFRS
Die IFRS kennen kein allgemeines Niederstwertprinzip, jedoch finden sich in zahlreichen Standards Regelungen zum Ansatz eines niedrigeren Werts bei Wertverlusten. So gelten für die Bewertung des Lagerbestands nicht die Anschaffungskosten (wie beim HGB), sondern die Netto-Verkaufspreise (englisch net realisable value). Nach IAS 36.59 f. ist ein überhöhter Buchwert der Vorräte durch eine Wertminderung am Bilanzstichtag direkt in der Gewinn- und Verlustrechnung zu erfassen. Die vom HGB abweichenden Vorschriften der IFRS müssen von deutschen kapitalmarktorientierten Kapitalgesellschaften übernommen werden.

## Wirtschaftliche Aspekte
Während beim gemilderten Niederstwertprinzip eine lediglich temporäre Wertminderung am Bilanzstichtag zur Beibehaltung der Anschaffungs- oder Herstellungskosten führt, spielt beim strengen Niederstwertprinzip die Dauer der Wertminderung keine Rolle – der niedrigere Buchwert ist stets anzusetzen. Das Niederstwertprinzip schränkt das Realisationsprinzip für Wertminderungen ein. Das strenge Niederstwertprinzip sorgt dafür, dass nicht realisierte Gewinne nicht berücksichtigt werden dürfen, dafür aber potenzielle Verluste zu berücksichtigen sind (Imparitäts-, Realisations- und Vorsichtsprinzip werden erfüllt). Dadurch wird die Ertragslage tendenziell ungünstiger dargestellt als sie ohne Niederstwertprinzip wäre. Das Niederstwertprinzip dient deshalb auch dem Gläubiger- und Anlegerschutz.